# 火種 (變形金剛)
火種源(Allspark，日文名)是美國孩之寶公司旗下變形金剛系列中的一項虛構物品，在不同作品中以不同設定出現過。
火種源首次出場是在1999年播出的《百變金剛：重機械系列》中出現，其功能類似於母體，之後也在2007年的真人電影版登場。

## 動畫

### 百變金剛：重機械系列(Beast Machines: Transformers)
在本作極其延伸系列的世界觀中，火種源指的是一種類似來世之類的觀念──當變形金剛死去之後，其靈魂會融入火種源之中。

### 變形金剛進化版(Transformers: Animated)
在2008年的進化版動畫的設定中，火種的設定和電影版幾乎相同，同樣是給予變形金剛生命的存在。

### 變形金剛：Cyberverse(Transformers: Cyberverse)和變形金剛：賽博坦之戰三部曲(Transformers: War For Cybertron)
在2018年播出的Cyberverse和2020年由網飛製作的動畫三部曲系列中的火種源設定相當類似。在這兩部作品中，火種源被描述為一個三角形組成的多面體，火種源同時也是賽博坦的生命來源與核心，如果火種源脫離賽博坦的話，賽博坦就會死亡。在兩作中，柯博文皆因為不想讓狂派掌握火種源，而將火種源丟過太空橋、遠離賽博坦，導致賽博坦的凋零，而博派也因此前往尋找火種源的旅程。

### 變形金剛：地球火種(Transformers: EarthSpark)
在2022年的系列中的火種源則和真人電影比較相似，外觀上呈現為一個佈滿賽博坦紋路的方塊、大小是大型變形金剛可以手持的大小，但同時也是賽博坦的生命核心，一旦被摧毀，賽博坦就會慢慢死亡。

在故事開始的15年前，博派和已經轉投博派的密卡登，以及其餘狂派之間發生一場對火種源的爭奪，最後柯博文在密卡登的要求下摧毀了火種源、其巨大的爆炸摧毀了唯一的一座太空傳送門，斷送了地球上的變形金剛們回到家鄉的可能，之後，該場爭奪戰的地點建立了一座紀念公園，其中有一座密卡登手持火種源的雕像，雕像底部充滿在逃狂派的塗鴉以表達對密卡登背叛狂派的痛恨。

## 漫畫

### IDW漫畫(2005~2019)
在IDW版本的漫畫裡，火種源並非單一物體，而是類似最初的百變金剛系列的設定一樣，被視為賽博坦人的死後世界，有許多角色對於死亡的敘述都是「回歸火種源」。

## 真人電影系列
在真人電影的世界觀中，火種源登場於2007年上映的《變形金剛》中。在本作中的火種源是一個巨大的青灰色金屬方塊，其上佈滿賽博坦文字、圖樣和圖騰，真實型態的尺寸十分巨大、比大多數變形金剛更巨大，但可以經由操作縮小成人類可抱持的尺寸，大黃蜂(Bumblebee)就曾在第一集展現過這個功能。除此之外，第二集也展現火種源除了能量儲存裝置以外，也是資訊儲存裝置的功能。

### 變形金剛(Transformers)
本作中登場的火種是等同於母體，也就是給予變形金剛生命的存在。在作品中經常是以其模樣被稱作「方塊」，也因為它的強大力量，而成為博派和狂派的爭奪目標，最後賽博坦星毀滅、火種源也失去蹤跡。
大約在漂流了數萬年後，火種墜落地球，於1930年代被美國人發現，美國政府在其上建造了胡佛水壩以保護火種，之後博派和狂派雙方得知之後，便來到地球，並前往胡佛水壩，試圖爭奪火種，於是開始本集的劇情。本作末段、兩派變形金剛和美軍在水壩附近的米辛市進行了戰鬥，最後火種源卻被男主角山姆抓到機會塞進密卡登的胸口，使其能量超載而亡，不過火種源也跟著消滅。

### 變形金剛：復仇之戰(Transformers: Revenge of the Fallen)
在2009年的本作中，雖然火種源已經被摧毀，其碎片被分別儲藏。男主角山姆因為意外觸碰到一塊殘留在他的外套裡的火種源碎片而瞬間獲得大量變形金剛的遠古知識，也接露在本作設定中，火種源同時也是資訊儲存裝置的特性。根據墮落金剛(the Fallen)的台詞也表示，火種源只是一個容器，重要的是其中的資訊，而山姆吸收了這些資訊正是狂派所需要的，因此開始本集的劇情。
而在之後山姆的碎片之後意外引發了他們家中的一些小型家電被觸發成變形金剛、而狂派也利用偷走的碎片復活密卡燈，顯示在電影世界關中，火種源同時也是能量儲存裝置的特性。

## 其他

### 變形金剛：親吻遊戲
在2006年的跨媒體作品中，「火種源」並未正式登場，不過其中有項重要的道具被稱為「火種源的碎片」，而那看似三個光球的道具則是尤尼克隆(Unicron)所有的安哥爾摩亞能源。

### 聯合宇宙(Aligned continuity)
聯合宇宙世界觀是孩之寶在2010年代推動的一個概念，目的是希望將變形金剛的相關作品整合在同一個世界觀中。此世界觀包含四部動畫作品、兩部電玩作品和一些小說、一部設定集，如下表所列。
| 年份      | 標題                                                              | 性質     |
| --------- | ----------------------------------------------------------------- | -------- |
| 2010      | 《變形金剛：賽博坦之戰》(Transformers: War For Cybertron)         | 電玩遊戲 |
| 2010~2013 | 《變形金剛：領袖之證》(Transformers Prime)                        | 電視動畫 |
| 2011~2016 | 《變形金剛：救援機器人》(Transformers: Rescue Bots)               | 電視動畫 |
| 2012      | 《變形金剛：賽博坦的殞落》(Transformers: Fall Of Cybertron)       | 電玩遊戲 |
| 2014~2020 | 《變形金剛：領袖的挑戰》(Transformers: Robot In Disguise)         | 電視動畫 |
| 2014      | 《普萊瑪斯聖約》                                                  | 設定集   |
| 2019~2021 | 《變形金剛：救援機器人學院》(Transformers: Rescure Bots Accademy) | 電視動畫 |

在本世界觀中，火種源的設定和在《百變金剛》系列類似，是所有死去塞柏坦人的火種歸屬。但同時也借鑑了2007年的真人電影，本作中的火種源是一個具有容器的實體存在，在《領袖之證》的電視電影中，柯博文的任務就是去尋找裝著火種源神龕，最後也成功找到了。

#### 劇情
在2013年的電視電影《變形金剛：領袖之證─狩魔獵人之掠狩金剛崛起》(Transformers Prime Beast Hunters: Predacons Rising)中，柯博文(Optimus Prime)成功找到了火種源及其容器，但是為了空出容器以封印尤尼克隆，柯博文將火種源放進自己胸口中的領袖矩陣裡，並成功將尤尼克隆封印在其中。而之後，為了讓火種源重回賽博坦(Cybertron)地底、將生命力重新帶給賽博坦，柯博文最後以自我犧牲的方式，躍入火種源之井中，讓火種源再次回到賽博坦的核心、使賽博坦再次充滿生機。

#### 外觀
本作中的火種源是一團藍白色的火焰，被裝載在一個類似燈籠的容器中，在宇宙間漂流，直到被柯博文轉移到他胸口的領袖矩陣中。

## 註記
1. ↑  於第四集「尋找火種源」中，飛輪同時提到變形金剛們已經存在十億年之久
2. ↑  The Cube，小說版作者曾經一度以The Energon Cube來稱呼。